# Kanton Montreuil-Ouest
Der Kanton Montreuil-Ouest war von 1967 bis 2015 ein französischer Wahlkreis im Arrondissement Bobigny, im Département Seine-Saint-Denis und in der Region Île-de-France. Er bestand aus einem Teil der Stadt Montreuil.